# Kerzenstärke
Die Kerzenstärke bzw. CP (englisch candle power) ist eine veraltete Einheit der Lichtstärke. Sie wurde 1860 in England durch den Metropolitan Gas Act als gesetzliche Einheit eingeführt. Darin ist 1 CP als die Lichtstärke einer Kerze aus purem Walrat mit dem Gewicht von 1/6 Pfund (≈75 g), die 120 grain (=7,77 g) Walrat pro Stunde verbraucht, definiert. Eine Kerzenstärke entspricht ungefähr 0,981 Candela.
In Deutschland und einigen anderen Ländern wurde hingegen zum Ende des 19. Jahrhunderts die Hefnerkerze gesetzliche Einheit.
Im Jahr 1942 wurde international die Einheit Neue Kerze eingeführt und 1948 in Candela umbenannt.
Bis heute wird die Helligkeit auf manchen Starklichtlampen noch in CP angegeben.